# Apollo (песня Hardwell)
«Apollo» — песня голландского диджея Hardwell, при участии австралийской певицы Амбы Шеперд. Это первый сингл из сборника Hardwell Hardwell Presents Revealed Volume 4.

## Предыстория
Достигнув 3 миллионов подписчиков в Facebook, Hardwell выпустил фрагмента песни. Потом была выпущена акустическая версия. Песня получила платиновый статус от NVPI. Также был выпущен мини-альбом ремиксов, в который вошли ремиксы от Dash Berlin, Noisecontrollers, Lucky Date и Psychic Type.

## Список композиций
| №  | Название              | Длительность |
| -- | --------------------- | ------------ |
| 1. | «Apollo»              | 5:11         |
| 2. | «Apollo» (radio edit) | 3:29         |

| №  | Название                            | Длительность |
| -- | ----------------------------------- | ------------ |
| 1. | «Apollo» (Dash Berlin 4AM remix)    | 5:18         |
| 2. | «Apollo» (Noisecontrollers remix)   | 5:24         |
| 3. | «Apollo» (Lucky Date remix)         | 4:37         |
| 4. | «Apollo» (Psychic Type remix)       | 6:12         |
| 5. | «Apollo» (Dr Phunk Hardstyle remix) | 3:42         |

## Чарты
| Чарт (2012–13)                             | Высшая позиция |
| ------------------------------------------ | -------------- |
| Австрия (Ö3 Austria Top 40)                | 71             |
| Бельгия/Фландрия (Ultratip Bubbling Under) | 21             |
| Бельгия/Валлония (Ultratip Bubbling Under) | 18             |
| Франция (SNEP)                             | 70             |
| Нидерланды (Dutch Top 40)                  | 26             |
| Нидерланды (Single Top 100)                | 46             |
| Netherlands (Dance Top 30)                 | 7              |
| США (Billboard Hot Dance/Electronic Songs) | 23             |

| Чарт (2013)                               | Позиция |
| ----------------------------------------- | ------- |
| France (SNEP)                             | 200     |
| Netherlands (Dutch Top 40)                | 141     |
| US Hot Dance/Electronic Songs (Billboard) | 62      |